# Сунино, Матиас
Мати́ас Суни́но (исп. Paul Matías Zunino Escudero; род. 20 апреля 1990, Канелонес) — уругвайский футболист, правый полузащитник «Ливерпуля» из Монтевидео.

## Биография
Матиас Сунино — воспитанник клуба «Данубио». В основном составе «богемцев» дебютировал 25 апреля 2010 года в матче чемпионата Уругвая против «Пеньяроля», в котором его команда дома уступила со счётом 1:2. Полузащитник выступал за команду до конца 2014 года. В сезоне 2013/14 завоевал с «Данубио» титул чемпиона Уругвая, причём вторую половину этого сезона провёл на правах аренды в «Суд Америке».
В 2015 году выступал за «Эль Танке Сислей». В следующем году перешёл в «Дефенсор Спортинг», в котором провёл полтора сезона. С 2017 по 2019 год играл за «Насьональ». Вместе с «трёхцветными» в 2019 году выиграл свой второй в карьере титул чемпиона Уругвая, а также завоевал Суперкубок страны.
В январе 2020 года Сунино перешёл в эквадорский ЛДУ Кито.
В 2021 и до конца июня 2022 года на правах аренды выступал за «Насьональ».

## Титулы и достижения
- Чемпион Уругвая (2): 2013/14, 2019
- Обладатель Суперкубка Уругвая: 2019
- Обладатель Суперкубка Эквадора (2): 2020, 2021